# 니컬라 로버츠
니컬라 로버츠(Nicola Roberts, 1985년 10월 5일 ~ )는 잉글랜드의 싱어송라이터이다. 걸 그룹 걸스 얼라우드의 멤버였다.

## 음반 목록
- Cinderella's Eyes (2011)